# Euriphene cyrna
Euriphene cyrna is een vlinder uit de onderfamilie Limenitidinae van de familie Nymphalidae. De wetenschappelijke naam van de soort is voor het eerst geldig gepubliceerd in 1823 door Jean-Baptiste Godart.